# 三角翼
三角翼（英語：Delta wing）是飞机机翼平面形的其中一种，由于其形状形似“Δ”的三角形而得名。三角翼构型普遍具有超音速飞行阻力小、结构强度高、跨音速时机翼重心向后移动量小的三大特点，因此被广泛应用于以高速飞行为目的或用途的飞机，而随着技术的不断发展，三角翼也衍生出各种改型和形态，例如補償其操縱性能弱的鴨翼就是其一。

## 历史

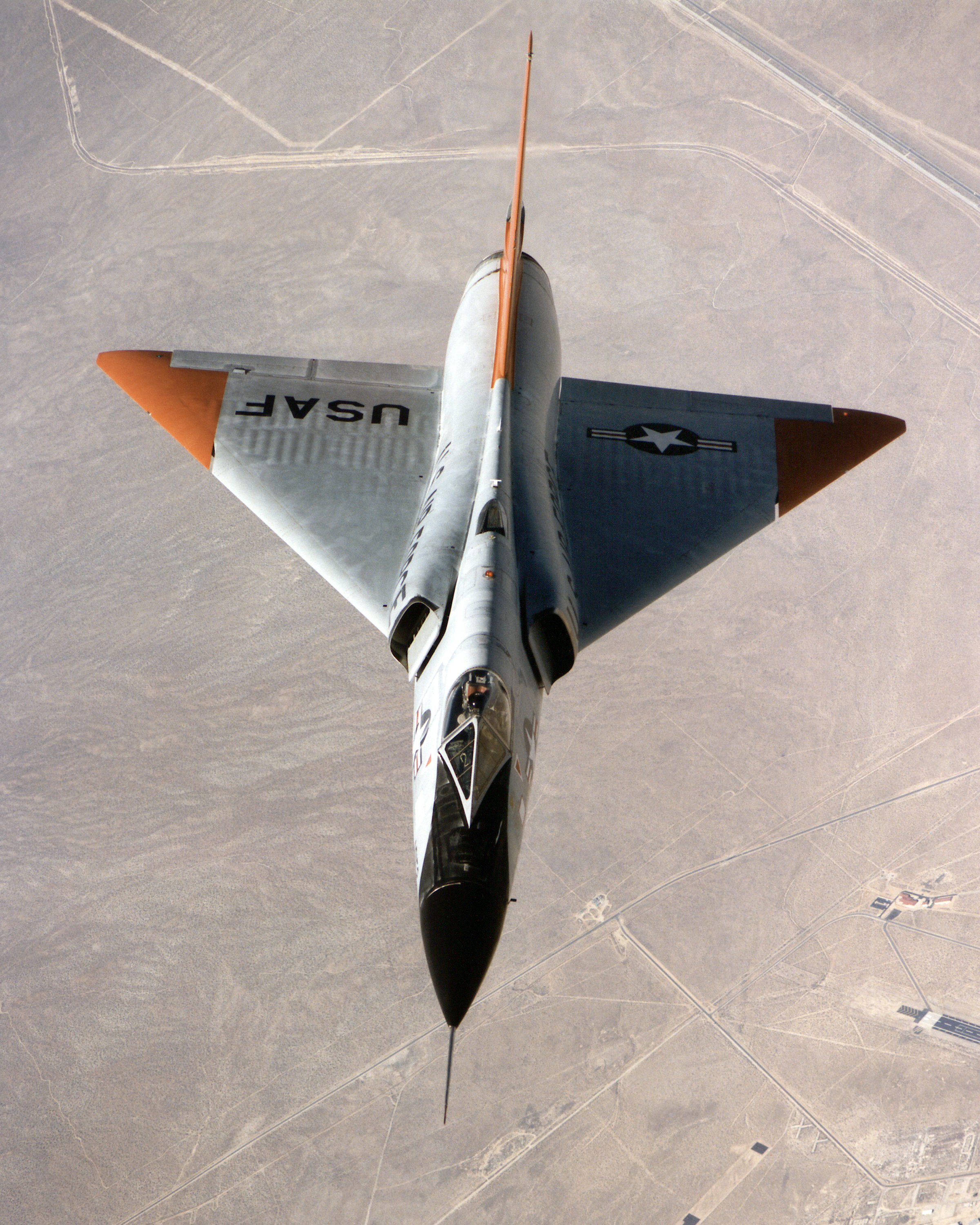
美軍的第一款三角翼戰机——F-102战斗机

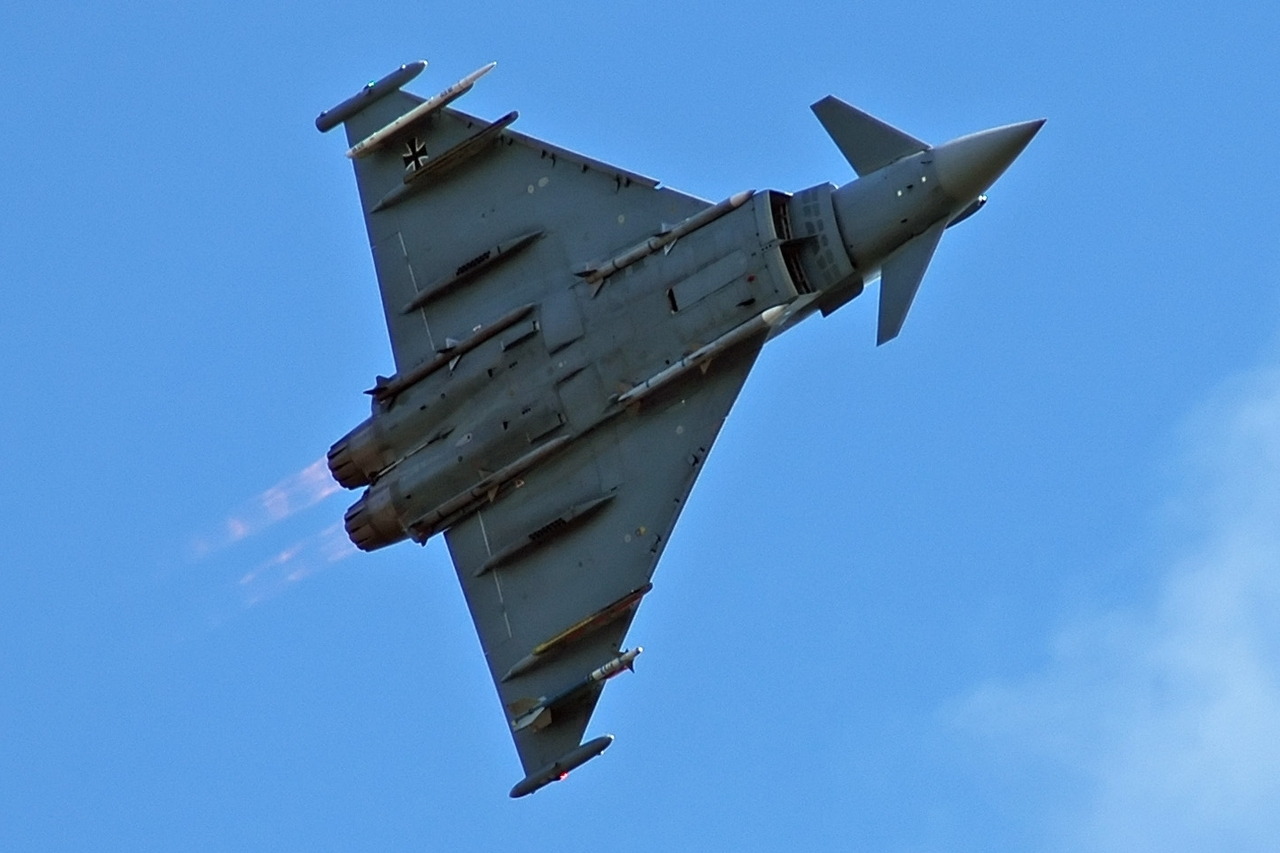
采用鸭式前翼布局的台风战斗机

关于三角翼的概念，最早可以依靠历史文献追溯至16世纪。1529年至1556年间，率先提出多节火箭概念的奥地利工程师康拉德·夏斯（Conrad Haas）在其一本讲述火箭、烟火、武器技术的著作中，不但提及多节火箭的原理和液体燃料混合技术，更提出了采用三角形平面作为火箭稳定翼的构思。这份手稿于1961年在罗马尼亚锡比乌公共档案中首次被发现（Sibiu public records Varia II 374）。至17世纪，波蘭立陶宛聯邦的军事工程师卡齊米日·西门诺维兹（Kazimierz Siemienowicz）也再次提出了类似的方案。
如同后掠翼，现代三角翼的发展也源于德国。德国著名空气动力学家亚历山大·李比希（Alexander Lippisch）至1920年代开始就致力于无尾三角翼的研究，并曾经与霍尔滕兄弟（Horten brothers）联合研制无尾三角翼式滑翔机和飞机，仅1921年至1945年间就设计了84种非常规布局设计和29种常规布局设计，更提出在无尾三角翼飞机的机翼前面设置鸭式前翼，改善三角翼飞机的操纵性能。1930年代于德国滑翔机研究所（DFS）工作时曾经研究了一系列滑翔机及采用冲压发动机的三角翼截击机。在第二次世界大战结束之前在梅塞施密特公司工作，期间设计了著名的火箭动力三角翼战斗机——Me 163。
二战之后，李比希转往美国，在康维尔公司参与了XF-92三角翼研究机和第一架实用的三角翼战斗机——F-102的研制工作，在气动力设计方面起了主要作用。三角翼作为当时一种新颖的设计，很快得到了各地飞机制造商的注意。法国的達梭航太自1950年代起开发出“幻影”（Mirage）系列三角翼战斗机。而英国也从德国和美国方面取得了李比希的研究成果作为参考，开发了标枪式战斗机（Gloster Javelin）和火神式轰炸机（Avro Vulcan）。标枪式战斗机为了改善三角翼飞机在低空低速飞行的稳定性和操纵性，故增加了水平尾翼，同时扩展了飞机重心范围。苏联也采用了类似的结构，茹科夫斯基中央空气流体力学研究院（TsAGI）主力研究的有尾三角翼布局，不仅满足了大迎角飞行的机动性和操纵性，也能同时满足高速飞行的需要，这种布局后来被应用于米格-21、苏-9、苏-11、苏-15等战斗机。
随着技术进步，为了进一步三角翼的优点，并减少三角翼自身气动局限的影响，各种改进设计、措施相继出现。从传统的翼刀、机翼前缘锯齿、机翼前缘襟翼，进而将翼面改为双三角翼，利用内外不同的后掠角，平衡高、低速飞机的需要，例如瑞典萨博35战斗机、印度光辉式战斗机、中国歼-7MG战斗机等；另外也有采用经过精细计算的S型前缘曲线三角翼，例如协和飞机、F-16XL战斗机。而现今更广泛运用的技术是鸭式前翼，例如法国幻影4000战斗机、以色列幼狮战斗机、中国歼-10战斗机等。

## 技术特点
在超音速飞行中，机鼻形成的冲击波到达三角翼的大后掠前缘时，会使三角翼产生非常高的气动效率。在大迎角飞行时，三角翼的前沿还能产生大量涡流，附着在上翼面，能提高升力。虽然三角翼在高空超音速飞行时非常理想，但却不利于低速飞行时的机动性和操纵性，如在起飞、降落和低空对地攻击的时候，并对飞机油耗带来不利影响。

## 类型

纯三角翼
有尾三角翼
鸭式前翼三角翼
复合三角翼（双三角翼）
曲线三角翼（S型前缘三角翼）

- 鸭式前翼三角翼
- 有尾三角翼
- 纯三角翼
- 复合三角翼
- 曲线三角翼

## 参看
- 后掠翼
- 前掠翼